# Yangshufang (sockenhuvudort i Kina, Liaoning Sheng, lat 40,24, long 122,43)
Yangshufang är en sockenhuvudort i Kina. Den ligger i provinsen Liaoning, i den nordöstra delen av landet, omkring 190 kilometer sydväst om provinshuvudstaden Shenyang. Antalet invånare är 9 651. Befolkningen består av 4 311 kvinnor och 5 340 män. Barn under 15 år utgör 10,0 %, vuxna 15-64 år 76 %, och äldre över 65 år 12,0 %.
Runt Yangshufang är det tätbefolkat, med 297 invånare per kvadratkilometer. Närmaste större samhälle är Gaizhou, 17,7 km norr om Yangshufang. Omgivningarna runt Yangshufang är en mosaik av jordbruksmark och naturlig växtlighet.
Genomsnittlig årsnederbörd är 910 millimeter. Den regnigaste månaden är juli, med i genomsnitt 262 mm nederbörd, och den torraste är januari, med 7 mm nederbörd.